# Palais des Prinzen Heinrich
Palais des Prinzen Heinrich, ibland omtalat som Prinz-Heinrich-Palais, är ett byggnadsminnesmärkt palats på Unter den Linden 6 i stadsdelen Mitte i Berlin. Palatset uppfördes ursprungligen 1748–1753 för prins Henrik av Preussen, på uppdrag av kung Fredrik II av Preussen och efter ritningar i rokokostil av Jan Bouman. Efter prins Henriks och hans maka Wilhelminas död skänktes palatset 1809 till Berlins universitet. Efter att ha brandskadats i andra världskriget återuppbyggdes byggnaden och är sedan 1962 åter huvudbyggnad för Humboldtuniversitetet.

## Historia

### Prins Henriks palats
Kung Fredrik II "den store" av Preussen lät uppföra slottet för sin bror prins Henrik från 1748 till 1753. Den nederländske byggmästaren Jan Bouman ritade palatset efter ett utkast av Georg Wenzeslaus von Knobelsdorff.
Knobelsdorff hade ursprungligen anlitats av Fredrik II för att planera ett grandiost kungligt residensslott på denna plats, som del av bebyggelsen kring Forum Friedericianum vid Unter den Lindens östra del, dagens Bebelplatz. Kungens släkting, markgreve Filip Vilhelm av Brandenburg-Schwedt, vägrade dock sälja sitt befintliga palats, som stod på den plats där idag Altes Palais står. Fredrik II lade då idén på sitt storslagna Palais du Roy och utbyggnaden av torget åt sidan och lät istället renovera en ny kunglig paradvåning i Berlins slott. I fortsättningen kom han att koncentrera sina egna palatsbyggen till Potsdam utanför Berlin. Då uppförandet av forumet redan påbörjats och det kungliga operahuset redan uppförts på platsen för de tidigare fästningsvallarna, krävde dock platsen en inramning och Fredrik II levererade nya skisser, nu för sin brors räkning. På så sätt kom ett för den unge och ännu ogifte prins Henrik anmärkningsvärt stort palats att börja uppföras på den plats som tidigare varit avsedd för det nya kungliga slottet. 
Vid samma tid uppfördes Sankta Hedvigskyrkan (1773) och Königliche Bibliothek (1775–1786), så att den monumentala platsen ändå kom att färdigställas i reducerad form.
Fasaden gestaltades utifrån operans utformning, uppenbarligen med målet att skapa en enhetlig inramning till torget. Jan Bouman ledde ursprungligen bygget personligen men kom 1755 att efterträdas av Carl Ludwig Hildebrandt som ansvarig för de statliga byggprojekten i Berlin. Redan vid denna tid hade bygget kostat 200 000 Taler och 1756 beviljades ytterligare 33 000, vilket var en oerhörd summa för ett stadspalats vid denna tid. Arbetena på palatset fortskred endast långsamt, och ställdes helt in under sjuårskriget. Först 1766 kunde prins Henrik flytta in med sin hovstat, tillsammans med sin gemål Wilhelmina av Hessen-Kassel. Paret hade separata våningar i var sin sidoflygel. Henrik bebodde palatset fram till sin död 1802, när han inte uppehöll sig på Rheinsbergs slott eller i sin våning på Potsdams stadsslott. Wilhelmina bodde kvar som änka fram till sin död 1808.

### Berlins universitet
År 1809 grundades Berlins universitet, och kung Fredrik Vilhelm III av Preussen donerade då det obebodda palatset till universitetet. Under åren 1836–1846 och åter 1892 genomfördes större ombyggnader av palatsets interiör för universitetets verksamhet och mellan 1913 och 1920 utökades palatset efter planer av Berlins stadsbyggnadsråd Ludwig Hoffmann, så att sidoflyglarna förlängdes norrut samtidigt som fasadens höjd och stil bevarades. Från den tidigare U-formen fick palatset istället dagens H-form.
Under andra världskriget förstördes byggnaden till stora delar, framförallt under de allierade bombangreppen mellan 24 november 1943 och 19 juli 1944. Endast en mindre del av interiören, som ett trapphus i östra delen av huvudbyggnaden, återstod i originalskick. 

### Efterkrigstiden
Universitetets undervisningsverksamhet återupptogs 1945 i provisoriskt iordninggjorda rum i den västra flygeln. Rokokofasaderna återställdes i två faser, från 1947 till 1954 och därefter från 1958 till 1962 efter historiska avbildningar.
I den centrala delen av byggnaden skapades en stor vestibul innanför ingången från Unter den Linden och ett representativt trapphus skapades på baksidan med vägg- och takbeklädnader av rödaktig marmor. Dessa rum tillhör de viktigaste exemplen på 1950-talets socialistiska nyklassicism i Berlin. För den östtyska staten och kommunistpartiet hade Berlins universitet en särskild symbolisk betydelse, då Karl Marx studerade här för Georg Wilhelm Friedrich Hegel. Detta är också förklaringen till varför följande citat av Marx i förgyllda bokstäver pryder det centrala trapphuset:
| ” | Die Philosophen haben die Welt nur verschieden interpretiert, es kommt aber darauf an, sie zu verändern. | „ |

vilket i svensk översättning blir:
| ”                                | Filosoferna har bara tolkat världen på en rad olika sätt, men det gäller att förändra den. | „ |
| – Karl Marx, Teser om Feuerbach. |                                                                                            |   |

I den östra flygeln vid Dorotheenstrasse skapades en biografsal och Audimax med färgade blyglasfönster designade av Walter Womacka. Sedan 1975 är palatset statligt byggnadsminne. År 2020 genomfördes en större in- och utvändig renovering för totalt 43 miljoner euro.
Den latinska inskriptionen som tidigare stod på universitetsbyggnaden, "UNIVERSITATI LITTERARIAE FRIDERICUS GUILELMUS III REX A. MDCCCVIIII" (Av kung Fredrik Vilhelm III åt den vetenskapliga högskolan år 1809), ersattes efter andra världskriget av universitetets nya namn, "HUMBOLDT · UNIVERSITAET".